# Cleora processaria
Cleora processaria là một loài bướm đêm trong họ Geometridae.